# Catene (película de 1949)
Catene es una película de melodrama italiana de 1949 dirigida por Raffaello Matarazzo. Con gran éxito de público, fue vista por 6 millones de personas y fue seguida por una saga de otras seis películas de éxito dirigidas por Matarazzo y con la pareja Amedeo Nazzari e Yvonne Sanson. Sin embargo, fue maltratada por la crítica porque no se ajustaba a los preceptos del neorrealismo. Se realizó una nueva versión en 1974.
Los decorados fueron realizados por el director artístico Ottavio Scotti. La película aparece en Cinema Paradiso.

## Sinopsis
Un marido mata el exnovio de su mujer, que la chantajeaba. Huye a América, pero es devuelto a Italia para ser procesado. La única manera de ser liberado es si su mujer confesa adulterio, de forma que el asesinato se puede considerar un delito de pasión, pero esto lo aleja de su familia. Protagonizada por Amedeo Nazzari y la actriz de origen griego Yvonne Sanson. 

## Reparto
- Amedeo Nazzari: Guglielmo
- Yvonne Sanson: Rosa
- Aldo Nicodemi: Emilio
- Teresa Franchini: Anna Aniello, madre de Guglielmo
- Aldo Silvani: fiscal
- Roberto Murolo: emigrante
- Gianfranco Magalotti: Tonino Aniello
- Rosalia Randazzo: Angela Aniello
- Nino Marchesini: Abogado defensor
- Lilly Marchi
- Amalia Pellegrini
- Giulio Tomasini

## Reconocimientos
La película fue seleccionada entre los 100 film italiani da salvare.